# Ciocolată cu alune
Ciocolată cu alune este un film românesc din 1979 regizat de Gheorghe Naghi. Rolurile principale au fost interpretate de actorii Ștefan Mihăilescu-Brăila, Monica Ghiuță și Horațiu Mălăele.

## Rezumat
Două C.A.P.-uri rivale sunt în căutarea unui om priceput în amenajare sistemelor de irigații. El va fi găsit de către președintele C.A.P. Zorile în persoana tânărului Victor Alexe, dar acesta îi va declina oferta, acceptând-o pe aceea a președintei C.A.P. Avântul. Dar, după un timp, Victor se va îndrăgosti de fiica celui pe care îl refuzase. În timp cei doi îndrăgostiți contribuie la apropierea colectivităților și la dispariția rivalității.

## Distribuție
Distribuția filmului este alcătuită din:
- Ștefan Mihăilescu-Brăila — Matei Scurteicaru, președintele C.A.P.-ului „Zorile” din Fîntînele
- Monica Ghiuță — Paraschiva Crăciun, președintele C.A.P.-ului „Avîntul” din Fîntînele
- Horațiu Mălăele — Victor Alexe, zis „Fiat” sau „Puiu Televizor”, un tânăr priceput în probleme tehnice
- Adriana Trandafir — Despina, fiica lui Scurteicaru, brigadieră la ferma de lapte a C.A.P.-ului „Zorile”
- Aurel Giurumia — Vică, zis „Ford” sau „Împăratul”, mecanic-șef la C.A.P. „Zorile”
- Geo Costiniu — Mihai Ganea, reporter la TVR
- Matei Alexandru — Marin Cristea, contabilul de la C.A.P. „Zorile”
- Cosma Brașoveanu — Vanghele, țăran moldovean, ajutorul lui Alexe
- Constantin Guriță — Costin Stroia, președintele U.J.C.A.P. (Uniunea Județeană a Cooperativelor Agricole de Producție)
- Rodica Popescu Bitănescu — Tanța, brigadieră la ferma de lapte a C.A.P.-ului „Zorile”
- Adriana Gădălean — Sanda, educatoare la grădinița din Fîntînele-Neamț
- Boris Perevoznic — tractorist la C.A.P. „Zorile”
- Emilia Matei — soția lui Scurteicaru
- Petre Gheorghiu-Goe — angajat al bâlciului
- Mircea Cosma — Stănică, șofer de autocamion la C.A.P. „Avîntul”
- Eugen Popescu — soțul Paraschivei, învățător la Fîntînele
- Petrică Stăncuț — Sandu, brigadier la C.A.P.-ul „Zorile”
- Gheorghe Naghi — Ilie, ospătarul de la bufetul din Fîntînele

## Primire
Filmul a fost vizionat de 1.546.719 spectatori de spectatori în cinematografele din România, după cum atestă o situație a numărului de spectatori înregistrat de filmele românești de la data premierei și până la data de 31 decembrie 2014 alcătuită de Centrul Național al Cinematografiei.